# Шведская интервенция в Германию в ходе Тридцатилетней войны
Шведская интервенция в Германию в ходе Тридцатилетней войны (Шведское вторжение в Священную Римскую империю) — этап конфликта между 1630 и 1635 годами.
После издания в 1629 году на фоне успехов имперцев и католиков Реституционного эдикта императором Фердинандом II протестантизм в Священной Римской империи оказался под серьёзной угрозой. В июле 1630 года король Швеции Густав II Адольф высадился в Померанском герцогстве, чтобы защитить немецких протестантов. Хотя он был убит в бою при Лютцене, шведские армии продолжили боевые действия и одержали ещё несколько побед над католиками до своего поражения при Нёрдлингене в 1634 году поставило под угрозу дальнейшее участие Швеции в войне. В результате в 1634 году император заключил с большинством немецких протестантских правителей отменявший эдикт Пражский мир, в то время как с целью ослабить Габсбургов в войну вступила Франция.
Швеция продолжала борьбу до заключения Вестфальского мира в 1648 году, по которому император был вынужден принять «немецкие свободы» имперских сословий, а Швеция получила Западную Померанию в качестве имперского владения.

## Религиозные и политические предпосылки Тридцатилетней войны
Тридцатилетняя война возникла из-за религиозного конфликта между католиками и протестантами в Германии, причину которого следуют искать в Аугсбургском религиозном мире. Заключённый между императором Карлом V и протестантскими правителями Священной Римской империи документ признавал законность лютеранства в Германии и позволил правителям по принципу Cuius regio, eius religio (Чья земля, того и вера) определять господствующую веру своих владений, а также изгонять и переселять несогласных с этим подданных. В случае перехода в протестантизм церковных правителей от них ожидался отказ от светских привилегий. Некоторые из условий договора неоднократно нарушались, как это было в случае с архиепископом-курфюрстом Кельна Карла Трухзесса фон Вальдбурга. Аугсбургский мир был лишь временной мерой прекращением боевых действий, по его положениям он должен был начинать действовать только после собрания генерального совета и последней попытки воссоединения двух конфессий.
Хотя идеологические разногласия действительно побудили немецких князей начать переход в другую веру, основной мотивацией многих из них была возможность приобрести богатство и земли за счет своих беззащитных католических соседей и подданных. Хотя протестанты и приняли идею необходимости объединиться против римско-католической церкви для собственной защиты, сами они имели разделение на лютеран и кальвинистов.
Католики и протестанты обвиняли друг друга в посягательствах на Аугсбургский мир. Протестанты понимали, что католические чиновники (особенно имперские или церковные) стремились нанести вред протестантскому делу, а папа римский имел право освобождать католиков от данных им клятв еретикам. С другой стороны, тяга протестантов к церковной собственности была общеизвестным явлением.
Тридцатилетняя война возникла в результате регионального спора между чешскими протестантами и правившими землями Чешской короны Габсбургами. Император Священной Римской империи Рудольф II в 1609 году Грамотой величества уравнял чешских католиков с утраквистами и чешскими братьями, допуская религиозную терпимость и строительство церквей для протестантов. Когда протестанты в Богемии потребовали ещё больше свобод, Рудольф отправил для успокоения армию. Однако его брат Матиас, за несколько лет до этого получивший от него Австрию, Венгрию и Моравию, добился от своего брата отречения от оставшихся владений. В 1617 году не имевший наследников Матиас избрал своего двоюродного брата и сторонника контрреформации Фердинанда Штирийского королем Богемии. Фердинанд отменил разрешённое ранее строительство протестантских храмов в Богемии, а когда чешские сословия выразили протест, он распустил местную ассамблею.
Непосредственным толчком к Тридцатилетней войне стала Пражская дефенестация, в ходе которой протестантские дворяне выбросили имперских чиновников из высокого крепостного окна Старого королевского дворца на Пражском граде. Богемцы сделали предложения герцогу Савойскому Карлу Эммануилу I, курфюрсту Саксонскому Иоанну Георгу I (предпочтительному кандидату) и даже князю Трансильвании Габору Бетлену. Они также добивались приема в Евангелическую унию — коалицию немецких протестантских государств, созданную для обеспечения военно-политического единства разделенных немецких протестантов. Отказ курфюрста Саксонии от чешской короны сделал курфюрста Пфальца самым влиятельным претендентом. Помимо того, что он был протестантом, хотя и кальвинистом, Фридрих V был женат на Елизавете Стюарт и, таким образом, был зятем короля Англии Карла I.
Однако свержение законно избранного монарха Богемии поставило чешское восстание в затруднительное положение. Иоанн Георг I отказался от участия в выборах и препятствовал восстанию. В сентябре того же года собравшийся Протестантский союз призвал Фридриха не вмешиваться в конфликт. Голландская республика, Карл-Эммануил Савойский и даже традиционный враг папства Венецианская республика направили письма рейнскому курфюрсту, сообщая об отказе оказать ему помощь после принятия чешской короны, но он пошёл на этот шаг.

## Швеция до Тридцатилетней войны
Густав Адольф знал о шедшей войне, но был связан Польшей. Правивший прежде Швецией дом Ваза в лице Сигизмунда III добился избрания королём Речи Посполитой при условии сохранении им католической веры. Хотя он и гарантировал права протестантизма ии людям в своих шведских владениях, это было предметом серьёзных разногласий в королевстве. Право Сигизмунда на престол стало ещё одним предметом споров из-за его поддержки контрреформации. После поражения Сигизмунда в битве при Стонгебру шведская знать потребовала, чтобы он управлял королевством, пребывая в самой стране. Несмотря на это, Сигизмунд вернулся в Варшаву и был свергнут со шведского престола своим дядей и лютеранином Карлом в 1599 году.
Вскоре после смены правителя Швеция вступила в войну с Данией и Россией. Кроме того, Сигизмунд III никогда не отказывался от своих притязаний, и в течение многих лет основной целью внешней политики Польши было возвращение шведского престола. В 1611 году после смерти Карла IX его сын Густав II Адольф в возрасте 17 лет принял шведскую корону. Поступивший на воинскую службу в 11 лет, он в том же году начал присутствовать на заседаниях государственного совета.
К 1613 году война с Данией была завершена Кнередским миром, в 1617 году война с Россией — Столбовским миром. Густав на 5 лет заключил ряд перемирий с Сигизмундом, который пошёл на это из-за внутренних разногласий в Речи Посполитой. Передышка  дала Густаву свободу действий против Дании и России. В 1617 году он стремился заключить постоянный мир с Польшей, но его предложения отвергались.

## Перелом в войнах с Польшей

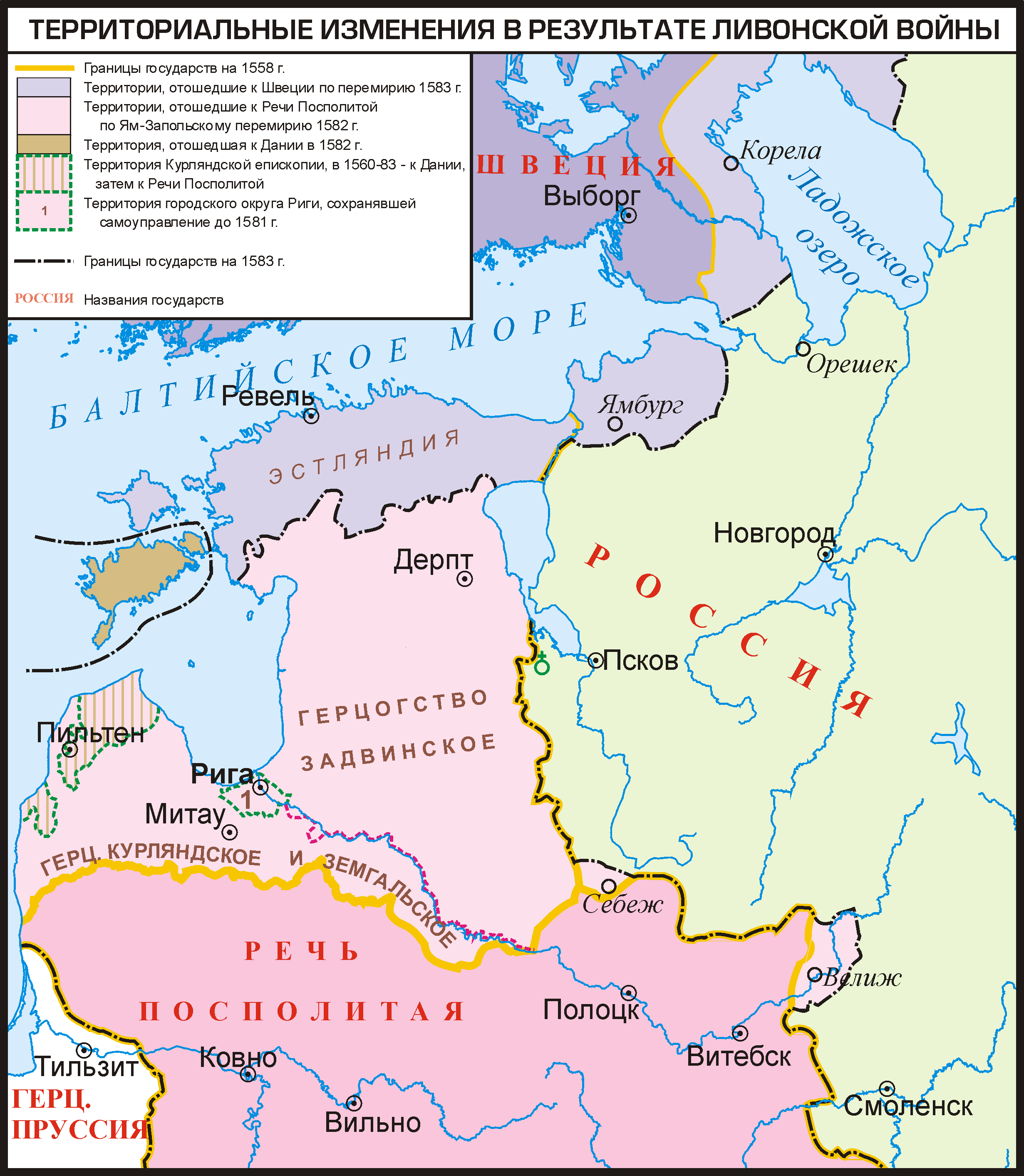
Территориальные изменения в результате Ливонской войны.

В XVI веке Ливония была разделена между Швецией и Польшей. Притязания Сигизмунда на шведский престол поддерживались королём Испании Филиппом III Испанский и императором Фердинанд II, которые были связаны с ним узами брака и католической верой. Речь-Посполитая добилась от испанцев заявления о том, что все шведские корабли в испанских портах является законным добычей испанской короны. Кроме того, шведская корона была открыто протестантской и находилась в союзе с Голландской республикой, которая в то время активно выступала против Испании.
Шведы высадились возле города Риги с флотом из 158 кораблей, приступив к осаде протестантского города. В это время армия Сигизмунда отражала вторжение турок с юга. Через четыре недели осада была завершена после того, как гарнизон сдал город. Во второй половине 1621 года стороны подписали перемирие: Швеция имела финансовые проблемы из-за войны, с польской стороны инициаторами вопреки королевской воли были представители Великого княжества Литовского.
У Густава ещё не было детей, а его младший брат Карл Филипп умер в начале 1622 года. Сигизмунд увидев в этом новую возможность для возвращения на престол, решив при поощрении Фердинанда II построить польский флот в вольном ганзейском городе Данциг. Густав в июне отплыл с флотом в Данциг и заставил город придерживаться нейтралитета, после чего Сигизмунд предложил продлить перемирие, которое согласовывалось три года. Во время длившегося до 1625 года мира король продолжал работать над реформированием армии.
В это время нерегулярная поддержка германским протестантам поступала от Англии и Голландии. Протестантские Швеция с Данией претендовали на финансовую поддержку для вступления в конфликт на континенте, выбор пал на выставившего более мягкие условия Кристиана Датского. Итогом датского участия стали несколько походов и понесённые от имперцев поражения при Луттере и Вольгасте.. По итогу Любекского мирного договора Дания вышла из войны, а вся Германия подпала под власть Священной Римской империи. Уверенный в победном исходе войны Фердинанд издал Реституционный эдикт, по которому большая часть секуляризованной земли должно было быть возвращено католикам и в нарушение Аугсбургского мира допускалось насильственное обращение протестантов в католицизм.
Густав хотел обезопасить Швецию перед участием в войне на континенте, и в конце концов решил довести до конца разногласия с Польшей. С этой целью в 1625 г. он снова отплыл в Ливонию. Поскольку Данциг позволил полякам разместить в нём гарнизон, Густав немедленно двинул свою армию к этому городу, начав неудачную осаду. В 1628 году пройдя Датский пролив шведы снова высадился на берег. Император послал войско для поддержки поляков, несмотря на понесённое от объединённой армии поражение под Тшцяно шведы смогли отбросить их и добиться подписания Альтмаркского перемирия с Польшей на пять лет.

## Подготовка
Хотя протестанты поначалу добились некоторых успехов, за исключением некоторых вольных городов на северогерманском побережье император контролировал всю Германию. Отсутствие согласованности между протестантским и антигабсбургским альянсом способствовало провалу протестантского дела, к тому же протестанты стремились лишь усилить себя за счёт войны и одновременно были готовы прийти к соглашению с Фердинандом. Обещанные Францией субсидии Дании предоставлялись нерегулярно; Голландская республика из-за экономических причин не была заинтересована в овладевании Швецией Балтийским побережьем; Любек и Гамбург лишь были готовы обменять серебро на шведскую медь.
О готовности поддержать шведов объявили герцог Померании Богуслав XIV, маркграф Баден-Дурлаха Фридрих V и ландграф Гессен-Касселя Вильгельм V, но после их высадки этих немецких правителей пришлось постоянно уговаривать и запугивать с целью вынудить их выполнять обещанную помощь. Единственными горячими сторонниками протестантизма были ландграф Гессен-Касселя и Брауншвейг-Люнебурга Георг, которые были готовы объединиться со шведами. Германия, как и другие страны Европы, боялась Фердинанда II и его растущую мощь. Франция выступала за шведский поход, но из-за не желания кардинала Ришелье открыто выступать против католицизма, была готова оказать финансовую помощь. При этом она отклонила запрос Густава о выплате аванса и ежегодной выплаты в 600 тыс. риксталлеров (400 тыс. талеров)).
Хотя Швеции не хватало многих качеств, которыми обладали великие державы той эпохи: помимо лучшей военной силы своего времени, у него также была наиболее эффективно управляемая монархия в Европе. Годовой доход Швеции составил 12 миллионов риксталлеров при имевшемся дефиците. По мере продолжения правления короля эта ситуация улучшалась за счет увеличения налогов и возврата прибыльных вотчин обратно короне при переходе их владельца..
В то время в стране проживало всего 1,5 млн. Густав решил объявить дефолт по всем взятым до 1598 года долгам, когда его отец опубликовал указ с требованием к кредиторам заявить о своих требованиях под угрозой конфискации и запрета. Новые кредиты были взяты у Голландии под 6,5 %, внутренние кредиты были согласованы по ставке 10 %. Правительство также законодательно установило монополии на определённые товары, собирая доход напрямую через правительственных агентов либо получившим от государства право на сбор определённых доходов за счёт доли от них. Именно для этих целей правительство контролировало торговлю солью, медью, а затем и зерном. Созданная система налогообложения вызывала беспорядки внутри королевства, но одновременно привела к росту доходов
Король созвал созыв самых выдающихся людей государства, на котором было решено вмешаться в конфликт в Германии. Король был уверен, что при победе Габсбургов Швеция будет следующей целью. Предлогами для высадки были: помощь Габсбургов полякам и изгнание шведских послов по приказу Валленштейна с конференции в Любеке ( которым после отказа уйти угрожали расправой) и озабоченность по поводу немецких протестантов.
Подготовка к высадке велась между 1629 и 1630 годами. Селитра и сера заготавливались в больших количествах в преддверии похода, этого должно было хватить на месяц. Производившие оружие предприятия работали на полную мощность. Также был введен военный налог, который был специально направлен на дворянство. В течение этого первого года 75 % доходов государства шли на военные нужды. Даже церквям было дано указание проповедовать в защиту дела и призыва на военную службу. Все мужчины в возрасте от 16 до 60 лет могли быть призваны на службу, одними из первых были включены не имевшие регулярной заработной платы. Солдат должны были выставлять семьи, имевшие как минимум одного сына, дворяне были обязаны служить в коннице. В армию призывали и иностранцев. Было два полка шотландцев, многие солдаты перешли из потерпевшей поражение датской армии. Амбициозные наемники повсюду вступали в шведскую армию, когда о военном таланте Густава стало широко известно по всей Европе. Ганзейские города также предоставили контингенты для предстоящего конфликта.
Существовали также значительные резервы
- Между островом Рюген и городом Штральзунд под командованием Лесли было распределено 6 тыс., который активно вербовал солдат из ганзейских городов.
- В оккупированных частях Пруссии и Ливонии дислоцировалось ещё 12 тыс. под командованием Акселя Оксеншерны, к концу года довёдшtuj размер этой армии до 21 тыс.
- В самой Швеции было размещено 16 тыс.,
- на случай непредвиденных обстоятельств в Финляндии и на границей с Московским царством оставалось 6,5 тыс.
- В Прибалтике было ещё 5 тыс. человек.

Всего на шведской службе было 76 тыс., из которых шведами были 43 тыс. 13 тыс. было суждено высадиться на немецкой земле и получить дополнительное усиление в 2,5 тыс. из Швеции и 2,8 тыс. из Финляндии. Таким образом, для участия в кампании было выделено 3 % от всего населения и 8 % от мужского населения Швеции.
Затраты шведского казначейства превысили 800 тыс. риксталлеров в год. Густав рассчитывал получить значительную финансовую помощь от своих немецких союзников сразу после высадки в Германии, в ходе которой планировалось активно привлекать наёмников и пополнять ряды войска за счёт будущих успехов и завоеваний.

## Высадка
Король не сделал официального объявления войны католическим державам. После нападения на союзный Штральзунд он почувствовал, что имеет достаточный повод высадиться в Германии. Швеция предпринимала попытки прийти к соглашению с империей, но переговоры не были восприняты серьёзно ни одной из сторон.
Столица Померании Штеттин находилась под серьёзной угрозой со стороны имперских войск. Чтобы спасти город, шведский правитель счел необходимым немедленно высадиться в мае 1630 года, но поскольку ветер не благоприятствовал отплытию, шведы прождали до отплытия три недели. Были задействованы 200 транспортников и 36 боевых кораблей. Было решено сначала высадить войско в дельте реки Одер и договориться с близлежащими городами для подчинения региона, прежде чем предпринимать какие-либо вторжения во внутренние районы Германии. После этого по плану короля войско должно было подняться вверх по Одеру. Герцог Померании Богуслав XIV несмотря вёл переговоры с обеими сторонами, чтобы сохранить свою власть, экономику и целостность государства. Узнав о шведских планах он обратился к Густаву с просьбой не вести боевые действия на его земле, на что тот сообщил — шведская армия будет вести себя на его территории в зависимости от поведения герцога.
Чтобы обеспечить успех высадки, были объявлены три дня общественного поста и молитвы. Король принял окончательные меры по управлению своим королевством. Прежде всего он позаботился о том, чтобы в случае его смерти его трехлетняя дочь Кристина стала его преемницей.}
Высадка произошла 4 июля недалеко от Пенемюнде на острове Узедом. Шведы немедленно захватили ряд важных городов на острове и разместил в них гарнизоны. В ходе высадки король поскользнулся и упал. Преклонив колени и вознеся молитвы в благодарность за успех высадки, Густав взял лопату и начал рыть окопы, которые должны были прикрыть продлившуюся два дня высадку.
Из-за затянувшейся высадки большая часть продовольствия к её окончанию была уже растрачена. Были отданы приказы о доставке продовольствия из Штральзунда, но и этого оказалось недостаточно. Король послал Оксиншерне приказ  поторопиться с доставкой припасов из Пруссии. К концу месяца Густав послал к нему небольшую часть своего флота для переправки этого груза на свою позицию в дельте Одера.
Через два дня король взял с собой 1,2 тыс. мушкетеров и отряд кавалерии и переместился в район напротив Вольгаста. Видя выстроенную имперцами крепость, он провёл её разведку и приказал перебросить на позицию ещё 4 тыс. мушкетеров. Когда они подошли, он двинулся к крепости, но обнаружил, что имперцы покинули её и ушли в Вольгаст. Он оставил тут 1 тыс., а с оставшимися 3,5 тыс. пехоты и 2,5 тыс. кавалерии решил очистить Узедом от противника. Напротив Узедома на острове Волин было несколько баз, куда имперцы отступили. Густав приказал разместить там гарнизоны, продолжив преследование имперцев до дальней части острова. Видя, что вскоре они будут зажаты между отделявшим Волин от материка заливом, имперцы сожгли мост между Волином и материком, после чего продолжили отступление. Шведы овладели Волином и Узедом, что давало контроль над всеми устьями Одера в Балтийское море.

## Захват Померании

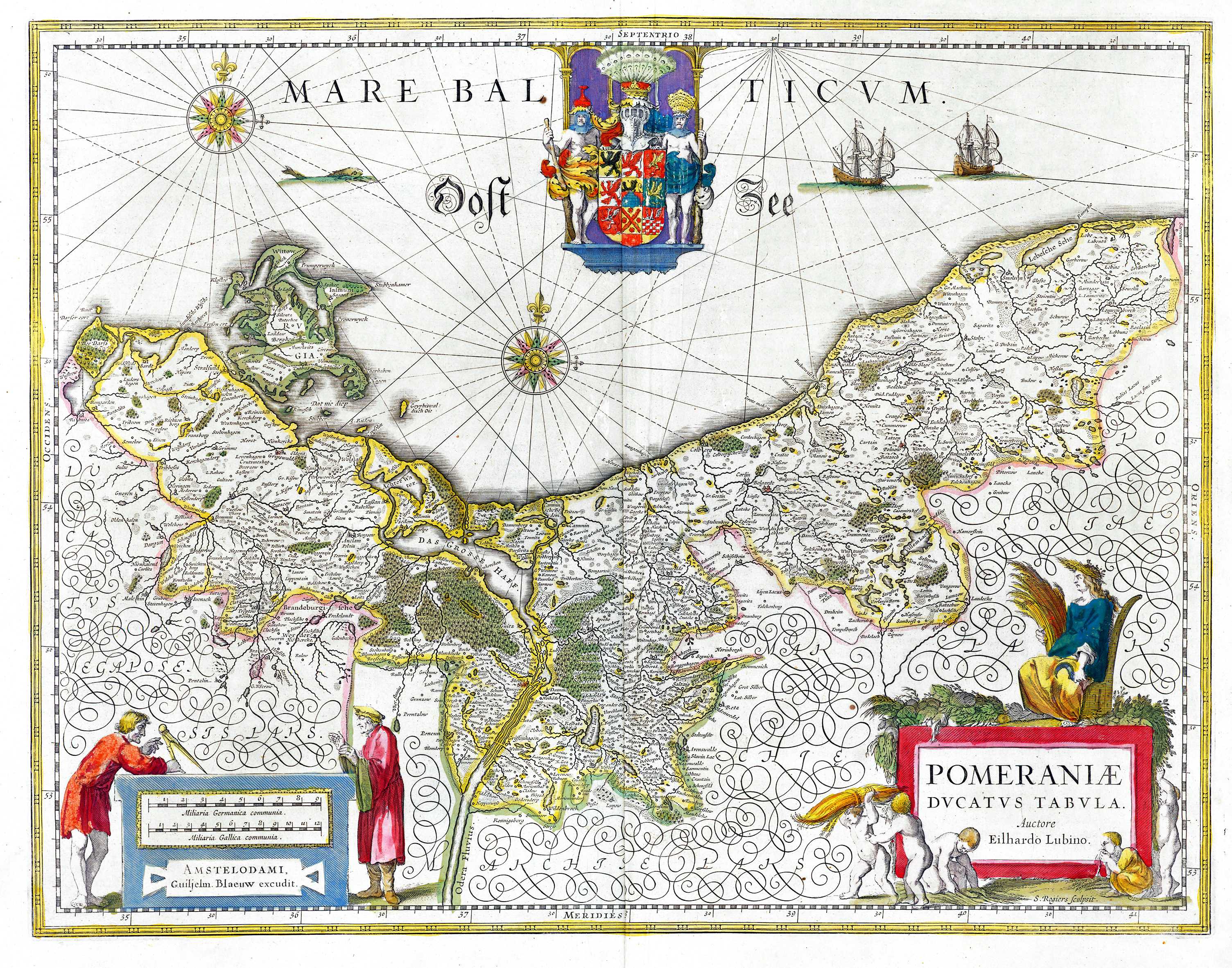
Герцогство Померания.

Штеттин был столицей Померании, находясь в центре герцогства. Само государство было разделено Одером примерно на две части. Некоторое время город осаждался имперцами, но те не добились особого успеха. Узнав о высадке шведов, имперские полководцы отступили (Федериго Савелли к юго-востоку от Штральзунда дальше на север, на Одере). Савелли отступил к Анкламу, а Торквато Конти — к Гарцу и Грайфенхагену (удерживая оба берега Одера). Густав оставил Лесли и Кагга в Волине и Узедоме под командованием генерала Додо Книпхаузена для защиты островов от высадки имперцев.
Густав разместил гарнизоном в Штральзунде 5 тыс. солдат. 18 июля с оставшимися силами он выступил со Свины в Штеттин. Будучи между армиями Савелли и Конти, шведы при захвате города могли утвердился на внутренних линиях противника.
Богуслав был сосредоточен на сохранении нейтралитета, оборонявший город полковник Дамиц получил приказ не впускать шведов и при необходимости — атаковать их. На переговоры с Густавом был отправлен барабанщик; но тот потребовал прибытия Дамица. По итогам переговоров шведов так и не пустили в город. На встрече с Богуславом Густав сообщил, что не потерпит нейтралитета и потребовал немедленно впустить войско, пригрозив захватить город. 20 июля шведы вошли в город. Между двумя державами был заключен договор, который фактически лишил Померанию её суверенитета, а другие вопросы были решены к выгоде шведов. Затем были получены деньги от герцога, а гарнизон был заменено на три шведских роты. Богуслав отправил к императору посольство с новостями о произошедшем, но тот в ответ объявил Померанию пребывающей в состоянии восстания. Густав ускоренно укрепил Штеттин, принудив к работам сельских жителей.
Вскоре после этого шведы получили дополнительные подкрепления из Пруссии, их армия в Германии также активно пополнялась местным населением из-за царившей разрухи. Благодаря этому численность армии достигла 25 тыс. солдат. Но положение шведов не было безоблачным: в Вольгасте находились имперские войска, в Гарце и Григенхагене были созданы имперские лагеря, также ими контролировался расположенный напротив Штеттина Дамм. 22 июля Густав приказал эскадре захватить Дамм, после захвата которого Дамицу было поручено взять Старгард. Вскоре после успешного выполнения приказа были взяты также Трептов и Грайфенбер, а также ряд других городов, чтобы пребывавшие в Кольберге имперцы не смогли прийти на помощь соратникам через Грайфенхаген и Гарц. В ходе изучения Гарца король был схвачен имперским патрулём, к счастью для шведов те не опознали ценного пленника, которого быстро отбил гвардейский отряд.

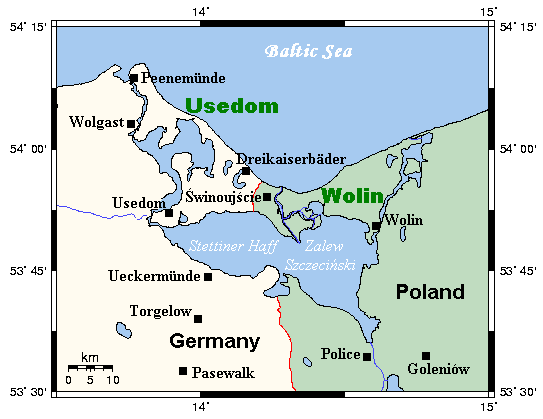
Узедом, Волин и окрестности.

Анклам находился на противоположной стороне Узедома, и мог позволить имперцам легко переправиться на остров. Однако имперцы отступили из этого места, который был занят и укреплён Каггом. Иккермюнде и Барт (к западу от Штральзунда) также были взяты без происшествий. Вольгаст был осажден, и хотя гарнизон сдал город шведам, имперцы удерживали городскую цитадель до 16 августа. Также был взят Трептов.
Шведская армия в Германии была разделена на имевшую связь только по морю три отдельных отряда:
- под командованием короля располагались войска в Одерберге и Штеттине;
- Кагг базировались на Узедоме);
- силы Книпхаузена были в Штральзунде.

Перед походом во внутренние районы Германии Густаву было крайне важно сохранить коммуникации и взаимосвязь между ними, чтобы в случае необходимости отдельные подразделения могли быть переброшены к другим. Для обеспечения контакта между Книпхаузеном и королём было необходимым получить контроль над протекавшей к западу от Анклама рекой Толленсе, обезопасив коммуникации от вылазки пребывавших в Мекленбурге имперцев. Ради этого Книпхаузену было поручено двигаться в юго-западном направлении к Толленсе, а Каггу — следить за движением этой армии и быть готовым защищать их от атаки с севера.

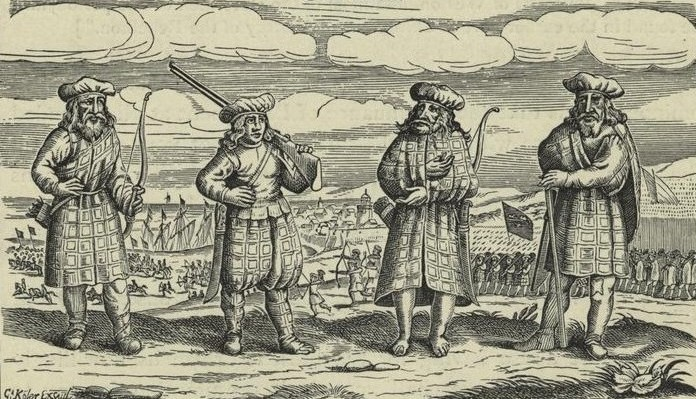
Шотландские солдаты из пребывавшего на шведской службе полка 1-го лорда Рея Дональда Маккея.

Савелли все ещё находился в Грайфсвальде, и когда он узнал об оккупации Клемпенова шведским отрядом в 100 человек, послал наблюдать за ними небольшой отряд. Узнав о падении Вольгаста, он повел свою армию через Деммин на Клемпенов с целью избежать окружения. Шведский гарнизон был разбит, в плен удалось взять одного офицера и шестерых солдат. Стремясь усилить контроль над регионом, Савелли разместил гарнизоны в Клемпенове, Лёц и Деммине, а также в Нойбранденбурге, Трептове и Фридланде. Небольшой городок Пазевальк недалеко от Штральзунда был захвачен с ожесточенными боями и сожжён дотла.
Пребывавший в Пасуа и Эльбинге на дальнем востоке Оксеншерна стремился двинуться навстречу королю. Книпхаузену и Оксеншерне было поручено создать сухопутный путь между Пруссией и оккупированной Померанией, для чего требовалось контролировать Кольберг и Каммин, установить сухопутный путь. Тем временем, поскольку это был август, король подумывал об учреждении зимних квартир. Однако архиепископ Магдебурга Кристиан Вильгельм Бранденбургский изгнал имперский гарнизон и призвал шведов на помощь городу. Это было сделано без ведома короля, у которого и помимо Магдебурга были более важные города для захвата. Густав все ещё хотел двинуться к Эльбе, завладеть герцогством Мекленбургским и вступить в переговоры с Гамбургом и Любеком. Магдебург находился слишком далеко, и между шведской армией и Магдебургом находились большие контингенты имперцев. Однако король послал в город полковника Дитриха фон Фалькенберга и приказал ему подготовить город на случай ожидаемой осады. Если бы шведы оставили Магдебург на произвол судьбы, уже неохотно помогавшие им немецкие протестантские правители могли-бы тем более отказаться им в своей поддержке.

## Мекленбург

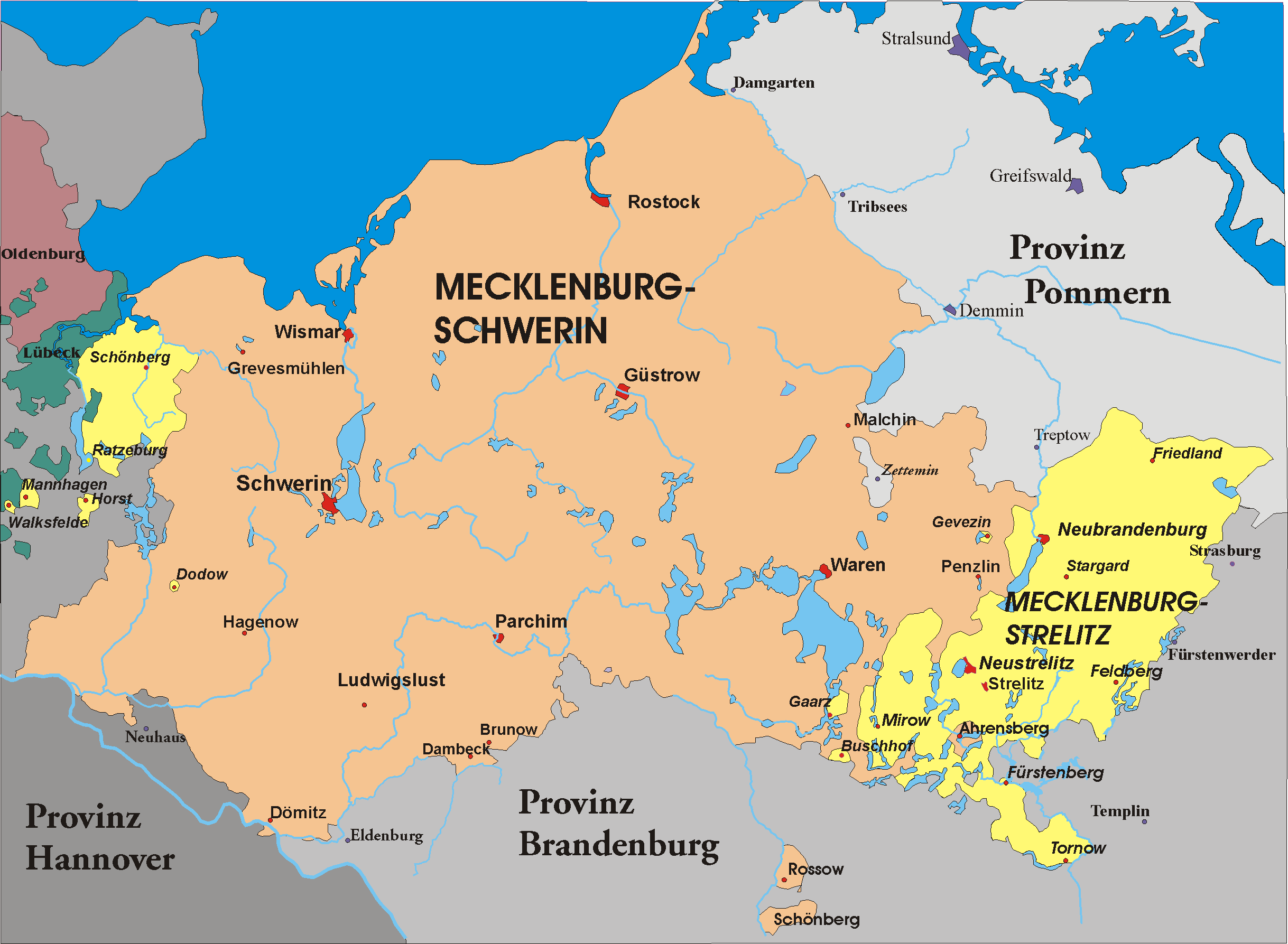
Герцогство Мекленбург.

К сентябрю 1630 года Густав закрепился на побережье Германии. Для продвижения на запад у него был ряд причин:
- возврат своим двоюродным братьям Адольф Фридриху I и Иоганну Альбрехту II их герцогств в Мекленбурге (территории которых были отняты у них Фердинандом и переданы в награду Валленштейну);
- установление прочной связи с ландграфом Гессен-Касселя;
- достичь Магдебурга;
- встретиться с обещавшим поддержку принцем Саксен-Лауэнбурга Францем Карлом;
- установить контакт с Любеком и Гамбургом.

Поход через Магдебург был непрямым, но единственным не касался территорий протестантских Брандербургского и Саксонского курфюршеств, которые декларировали нейтралитет (нарушавшийся имперцами без каких-либо последствий) и не желавшие грабежей и разрушений на своих землях. Их правители Георг Вильгельм и Иоганн Георг I были могущественными немецкими государями, с подозрением относившимися к обеим сторонам конфликта, и Густав ради потенциального союза был вынужден осторожничать.
Для продвижения не через Саксонию и БрандербургГуставу было необходимо взять Висмар и Росток. Висмар был особенно важен, поскольку позволял контролировать большую часть Балтийского моря. Густав Горн привел подкрепления из Финляндии и Ливонии, оставив их и большую часть армии в Штеттине. Король приказал удерживать город, поставив также задачу взять Грайфсвальд до весны и удерживать дорогу между Штральзундом и Штеттином. Если бы имперцы двинулись на него напрямую с численно превосходящими силами, он должен был защищая линию Штеттин-Штральзунд двинуться навстречу королю.
Покинув Штеттин 9 сентября, король высадился в Вольстаке. Он быстро прибыл в Штральзунд, ожидая наступления на Мекленбург. Хотя он ожидал подкрепления из Пруссии, в настоящее время у него были финны и ливонцы Горна. В его лагере свирепствовали болезни, каждый шестой не был в строю. Отсюда он отплыл в направлении Рыбница в сторону Ростока, после чего захватил Рибниц и Дамгартен. Здесь король узнал, что в Деммнице собирается имперская армия, и в результате он отказался от захвата Ростока.
Заседавший в Ратисбоне уже полгода имперский сейм одним из своих решений отстранил Альбрехта Валленштейна от командования имперской армией. Многие немецкие правители были настроены против него из-за творимых его солдатами бесчинств и грабежей, также между ним и курфюрстом Баварии Максимилианом I была личная вражда. В это время уже получивший титул короля Венгрии сын императора Фердинанд претендовал на закрепление статуса будущего императора, и ради этого Фердинанд II принял решение уволить полководца.
Иоганн Тилли получил командование, но большая часть 100-тысячной армии Валенштайна была наёниками, имевшими контракт лично с полководцем, а не с императором. В результате этого после увольнения Валленштейна ряд имевших с ним контракт наёмников покинули имперскую армию, многие из них поступили на шведскую службу. Большинство офицеров уволилось.. Имевший высокое мнение об опальном полководце король Густав обратился к нему с предложением о найме.

## Манёвры
Прежде чем получить контроль над рекой Толленсе, Густав предпочёл занять Кольберг для создания коммуникации с Оксеншерной. Получившему наказ действовать в этом районе Горн был проинформирован об имперском плане выступить в Кольберг из Гарца и освободить его. Горн собрал все силы, какие только мог, оставив небольшой отряд для наблюдения за Кольбергом, и двинулся к расположенному на юге Россентину, чтобы дождаться прибытия имперцев Имперцы, надеясь избежать обнаружения, двинулись на юг по сложному маршруту.
Имперская атака была отбита, и они отступили с планом застав шведов врасплох таки отбить Кольберг. По какой-то причине в начале реализации этого плана он потерял импульс, и армия, шедшая на помощь Кольбергу, стала дезорганизованной. Прибывший Густав по итогу генерального совета решил атаковать Гарц — приближалось время зимовки, но монарх хотел успеть нанести удар по католикам.
Армия двигалась преимущественно по правому (восточному) берегу Одера в сторону Гарца. На левом (западном) берегу также находились войска, которые поддерживали постоянную связь с основной армией через флот. Шведы разбили лагерь в близлежащем лесу у Грайфенхагена, и на следующий день, в Рождество, началась осада. В укреплениях Грайфенхагена была пробита брешь, и Густав лично возглавил успешный штурм, после которого имперские войска начали отступать в Западную Померанию.
На следующий день король двинул свою армию в боевом порядке к Гарцу, но вскоре имперцы отступили. Они двинулись на юг в юго-восточном направлении, определённые части были выделены для удержания Кюстрина и Ландсберга, чтобы гарантировать, что они не будут отрезаны от Франкфурта. Король послал отряды к этим городам, чтобы предотвратить отступление имперцев, но не рискнул штурмовать хорошо защищённый Ландсберг. Удовлетворенные шведы двинулись обратно в Кёнигсберг в Ноймарке.

## Франкфурт-на-Одере
Со взятием Гарца и Грайфенбурга шведам открывалась возможность пройти через Пруссию и Силезию к наследственным владениям Габсбургов, и Густав покинул Горна с шестью пехотными и шестью кавалерийскими полками. Они были обращены к реке Варта с приказом удерживать противника между Ландсбергом и Кюстрином. Горну были даны инструкции не вступать в прямой бой с численно превосходящим противником и, если представится возможность, захватить Франкфурт и Ландсберг. Его резервы были размещены в Пирице, Старгарде и Голлнове на случай появления врага у Солдина, одновременно защищая шведские завоевания на правом берегу Одера и Восточной Померании.
Густав выступил из Барвальде в Штеттин, переправился там и собрал армию в 12 тыс., откуда двинулся в Германию через Пренцлау и Нойбранденбург. Со взятием Нойбранденбурга имперский гарнизон Трептова также отступил, опасаясь попасть в плен. На следующий день был взят и Клемпенов. Эти города были важны, ибо могли помешать имперцам захватить Деммин. Взяв этот город, шведы могли удерживать всю реку Толленсе. Зимой Густав решил установить там прочную базу между Штральзундом и Штеттином, что могло обезопасить поход в Мекленбург.
Деммин находился в месте слияния трех рек, а окружающая его земля представляла собой что-то вроде болота. Поскольку это была середина января, благодаря заморозкам шведам удалось начать осаду. Книпхаузену, который в то время находился в Грайфсвальде и осаждал его, было приказано отправиться на юг и помочь в осаде Деммина. После взятия расположенного между Грайфсвальдом и Деммином Лёца Густав призвал Книпхаузена как можно быстрее прийти сюда. Помимо того, что эта армия освободила место для подхода к восточной стороне Деммина, она также полностью заблокировала Грайфсвальд.
В результате этого манёвра Тилли оказался в затруднительном положении. Он хотел идти прямо на Мекленбург, но при оставлении резерва в 8 тыс. человек в Ландсберге, он опасался, что Горн вытеснит этот контингент и укрепит позиции на Варте. И наоборот, если бы он остался здесь, то шведам было бы легко пройти в Мекленбург через реку Хафель и снять осаду Магдебурга. Тилли считал важным взять Магдебург, поскольку это стало бы моральной победой и сдержало бы протестантские силы Германии. Кроме того, Максимилиан I оказывал на него давление, чтобы тот нанес решающий удар и взял этот город. Поскольку у шведов были все город на самом прямом пути между Франкфуртом и Деммином, он сделал отход на юг, что позволило ему обеспечить продолжение осады Магдебурга, быстро заняв надежную позицию на Хафеле аккуратным проходом через Брандербург. С этой позиции он теперь двинулся на север, чтобы помочь освободить Деммин.
Благодаря такому большому успеху в Померании, сословия герцогства предложили шведам свою поддержку. Для защиты Померании было предложено 10 тыс. пехоты и 3 тыс. кавалерии, что позволяло шведам высвободить солдат от гарнизонной службы.
Хотя король серьёзно подумывал о зимовке, он сам, как и Книпхаузен, пришел к выводу, что Тилли обдумывал поход на Нойруппин в попытке снять осаду Грайфсвальда. Поскольку та была важной, шведский король приказал Горну двинуться в сторону Фридланда, чтобы гарантировать, что Книпхаузену не придется отводить участвующие в осаде войска для противопоставления приходу Тилли в Грайфсвальд.

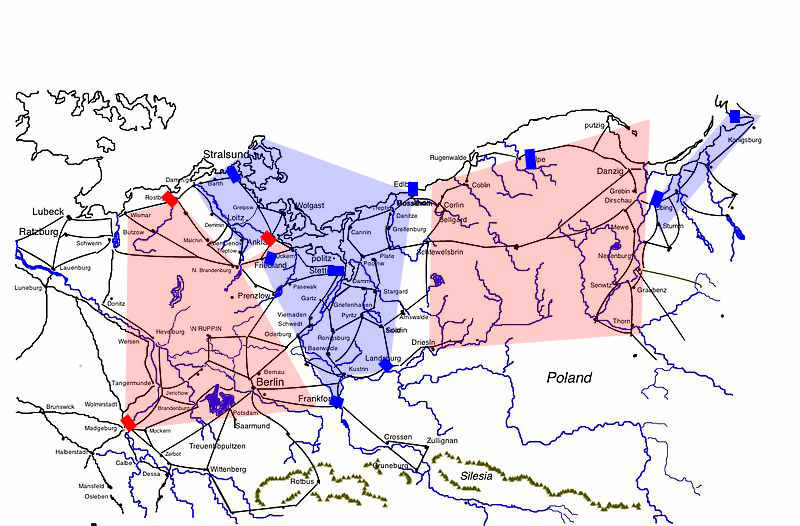
Имперские и шведские войска после захвата Ландсберга и Франкфурта.

Кольберг ранее пал, и Густав считал, что манёвры Тилли были отчасти призваны компенсировать эту потерю. Король со своим войском вернулся на Одер, надеясь отвлечь этим Тилли от его плана осадить Штральзунд и Штеттин. Густав предложил идти либо на Франкфурт, либо на Ландсберг, на этот будущий манёвр Тилли не обратил внимание и взамен двинулся в сторону расположенного к югу от Ной-Бранденбурга Штаргарда. Это место было трудно защитить, и Густав приказал Книпхаузену планировать отступление, но его гонцы были схвачены, и Книпхаузен держался до последнего. Город был отбит имперцами и разграблен, только сам полководец и ещё трое человек пережили осаду.
Тилли не удалось извлечь выгоду из своей победы и он отступил, чем шведы и воспользовались в контексте Франкфурта. Однако, прежде чем двинуться туда, Густав узнал об отправке имперцами в сторону Анклама оставленного в Ландсберге отряда, которому удалось занять это место. Несмотря на это, шведы проигнорировал этот смелый манёвр. Выйдя из Шведта, шведы пошли на юг в сторону Франкфурта вдоль Одера.
При прибытии к Франкфурту 3 апреля 1631 г. была пробита брешь, благодаря которой город был взят. Эта битва стала твердой победой шведов, 5 апреля они продолжили наступление и двинулись к Ландсбергу, атаковав размещённые в его окрестностях кавалерийские отряды врага. 15-го числа король расположил свою армию возле Ландсберга. Юхан Банер с пятью полками выступил из Франкфурта-на-Одере, чтобы присоединиться к нему в осаде Ландсберга. Осада началась в тот же день. За Ландсбергом располагалась сильно укрепленная крепость, и Густав приказал начать её артиллерийский обстрел. После минимальной перестрелки и отражения вылазки шведы предложили сдачу, которую приняли на следующий день: 4 тыс. имперских солдат покинули город и крепость, пообещав не участвовать в войне в течение следующих восьми месяцев.

## Падение Магдебурга
После этого левый фланг шведов был защищён, и у Густава было два плана на будущее :
- Пройти через Силезию, захватить Вену и заставить Габсбургов и католиков подписать мирный договор.
- Снятие осады с Магдебурга и объединение в этом регионе с имеющимися и потенциальными союзниками. Ранее осаждённому городу была обещана помощь, но в настоящему времени шведы смогли лишь прислать Дитриха Фалькенберга для контроля строительства оборонительных укреплений, обучения ополчения и наблюдения за обороной.

После взятия Ландсберга и Франкфурта и предвидя, что Тилли двинется в эти места из Нойруппина через Кюстрин, Густав приказал разрушить позволявший переходить Одер в Кюстрине мост. Сам город входил в состав Бранденбургского курфюршества, а его правитель, зять короля и вассал Сигизмунда III в качестве герцога Пруссии Георг Вильгельм мог посчитать это нарушением принятого им нейтралитета. Король хотел разместить свою оперативную базу в цитадели Шпандау недалеко от Берлина для будущей кампании на Эльбе. В ходе встречи двух правителей Густав выразил желание получить в свое владение Кюстрин и Шпандау, на что получил отказ. В то же время положение дипломатически изолированного от Габсбургов и соседней Саксонии курфюрста было сложным.
В это же время Померании не удалось собрать обещанные шведам войска и денежные средства, которые также вовремя не смогли поступить из Швеции и союзных держав. Из-за этого солдаты начали заниматься грабежами, с чем Густав боролся, также из-за зимы шведская кавалерия серьёзно ослабла.
Приобретя Шпандау, король 8 мая выступил в направлении Магдебурга. По пути в Дессау недалеко от границы с Саксонией он узнал о будущих трудностях, которые мог обеспечить Георг Вильгельм при жёстком обращении с ним. Пришлось выбирать новые маршруты, так как расположенные к югу от Саксонии земли уже были разграблены в ходе войны и оккупацией имперских войск, было решено идти через Эльбу. Не имея понтонных мостов и учитывая изъятие имперцами всех лодок в окрестностях широкой реки, с учётом необходимости скорейшего спасения Магдебурга Дессау был наиболее стратегически выгодным вариантом.
Курфюрст Саксонии Иоанн Георг I имел тёплые отношения с Габсбургами, особенно когда в обмен принадлежавшую Богемии провинцию Лужица способствовал избранию Фердинанда императором своим голосом выборщика и помог в подавлении тамошнего восстания. Однако после издания указа о реституции он решил создать третью силу в Германии в противовес Габсбургам и Швеции, но из-за прежних отношений с Габсбургами был дипломатически изолирован в этом плане. После того, как между Иоганном Георгом и Густавом произошел обмен посольствами и письмами, имевший войско в 40 тыс. курфюрст отказал ему в проходе через свои земли. Не желавшие давать Фердинанду дополнительного союзника шведы были вынуждены отказаться от этого маршрута.
Магдебург находился в этот момент в отчаянном положении. Хотя изначально у его стен под началом Готфридом Паппенгеймом собралось всего 6 тыс. имперских солдат к середине апреля Тилли привёл ещё 25 тыс. для окончательного подчинения города. Фалькенберга послали улучшить городскую оборону, ему пополнить силы обороняющихся с учётом существовавшего городского ополчения до 2,5 тыс. В то же время мораль осаждённых была невысока из-за распрей между архиепископом, городским советом, горожанами и католическим меньшинством. В начале мая опасавшийся прибытия шведов Тилли начал переговоры с городом, которые ничем не закончились. К 19 мая Тилли решился на окончательный штурм Магдебурга, перед этим предложив осаждённым сдать город. Городской совет соглашался на это, но Фалькенберг попросил аудиенции у совета на 4 часа утра следующего дня, чтобы отговорить их от этого шага. Несмотря на ожидание окончательного ответа городского совета, Тилли приказал начать штурм. Узнав об атаке Фалькенберг возглавил оборону, и погиб, на первых шагах достигнув ряда успехов. Вскоре после этого город пал и был разграблен.

## Эльба
С вестями о падении Магдебурга шведы отступили к Одеру. Поскольку многие обвиняли в этом Густава, тот выпустил манифест, возложив ответственность на Иоганна Георга. Опасаясь, что Тилли воспользуется его победой при Магдебурге, шведский король принял ряд мер для закрепления своих владений на Одере. Прежде всего он приказал Горну восстановить разрушенный у Шаумберга мост, чтобы в случае необходимости он мог отступить по нему и он приказал сильно укрепить Франкфурт. Король также приказал принять следующие меры по отношению к армии. Банеру было поручено возглавить центр; его войска были размещены в Бранденбурге, Ратенове, Потсдаме, Бернау и Бютцове. Штаб-квартирой должен был стать Фербеллин.
После победы под Магдебургом имперцы собрали в Силезии войско, чтобы подняться вверх по Одеру и атаковать шведский левый фланг из 1,5 тыс. солдат Горна, который должен был особенно заботиться о мостах во Франкфурте, Ландсберге и Шаумберге. Густав заверил полководца, что при необходимости окажет помощь силами центральной армии, также поручив вербовать солдат в этом районе. Вскоре после этого Горн получил приказ отправиться в Кроссен и разбить там сильный лагерь. Пока король разрабатывал планы наступления на Штеттин, российский царь Алексей послал посольство с предложением предоставить ему вспомогательные силы. Король поблагодарил восточного соседа за дружелюбный шаг, но отверг его.
Несмотря на достигнутую победу Тилли не предпринял никаких шагов, чтобы наступить на шведов и отбросить их к морю из-за набираемой ландграфом Гессен-Касселя Вильгельмом V армии. Опасаясь окружения им и шведами, католический полководец двинулся на север с 17,5 тыс. пехоты, 7 тыс. всадниками и 28 орудиями. По пути он получил 9 тыс. пехотинцев и 2 тыс. всадников от Католической лиги и четыре полка из Испанских Нидерландов. Вдобавок к этому из Италии в Германию шло войско в 25 тыс., но оно серьёзно задержалось и достигло Эльбы год спустя.
В это время Иоанн Георг ясно дал понять, что он будет сопротивляться любому, кто решит пройти через его территорию. После этого Густав отправился в Берлин из Шпандау и потребовал от курфюрста заключить с ним новый договор, по которому за шведами закреплялся Шпандау, они получили право прохода через Кюстрин и должны были получать 30 тыс. талеров в месяц от курфюрста.
Обнаружив за Мальхином имперский отряд, который, похоже, сбился с пути, опасавшийся срыва шведской осады Грайфсвальда Густав приказал командующему этим районом Аке Тотту перебросить все имеющиеся силы к городу и штурмовать его. После гибели командующего гарнизоном в ходе первых бомбардировок, 25 июня город был сдан. В награду Тотт получил звание фельдмаршала, после чего двинулся в Мекленбург и восстановил власть тамошних герцогов, также взяв Миров, Бютцов, Шверин и Плау-ам-Зе и оставив в имперских руках Росток, Висмар и Дёмиц. Банер был занят обеспечением линии Шпрее-Хафельи, пока был занят этим, взял Хафельберг.
Занятый исполнением указа о реституции Тилли также разослал приказ немецким князьям передать имперцам имевшие стратегическое значения города и деревни, а также расформировать собранные под предлогом сохранения нейтралитета войска. Направляясь из Магдебурга, Тилли двинулся на север в сторону Гессена-Касселя и в июне захватил Ольдислебен и Мюльхаузен. Он также захватил Готу, Айзенах и Веймар, Эрфурт обеспечил себе безопасность уплатой контрибуции. Тилли отправил посольства к ландграфу Гессен-Касселя с приказом расформировать войска, 6 тыс. из которых были расквартированы в сильно укреплённых городах. Вильгельм отказался выполнить приказ и собрал свои силы в Касселе.
Примерно в это же время из Швеции прибыли подкрепления в размере 8 тыс. солдат, половина из которых перешли к основной армии в Хафеле, а остальным было приказано двинуться в Мекленбург, чтобы служить под командованием Тотта. Полководец должен был присоединиться к королю и привести с собой ещё 4 тыс. ветеранов. За это время также прибыло 7 тыс. англичан под командованием Джеймса Гамильтона, высадившиеся на реку Пене взамен ожидаемого Везера. Король приказал им идти к Горну, который должен был распределить 4 тыс. солдат вдоль линии Одера, а с оставшимися отправиться к королю.
Сосредоточив свои силы на Хафеле, шведский король двинулся к Эльбе с 7 тыс. пехоты и 3 тыс. кавалерии из Бранденбурга в сторону Бурга. Его продвижение к Йерихову побудило к действию Паппенгейма, которого Тилли оставил в Магдебурге. Пока король находился Йерихове, Паппенгейм пребывал более северно на другом берегу Эльбы в Тангермюнде. Король хотел заставить Паппенгейма поверить, что движется в сторону Магдебурга, ради чего начал марш в этом направлении. Паппенгейм двинулся в сторону Магдебурга, но Густав немедленно развернул армию и пошёл на север, оставил пару сотен человек на левом (западном) берегу Одера и двинулся к Тангермюнде. Шведы захватили Тангермюнде и его цитадель, а затем укрепили. Шведы собрали все доступные лодки, пошли вверх по Эльбе, к Вербену, который захватили. Укрепления были установлены в месте слияния Хафеля и Эльбы, прямо у Вербена. 

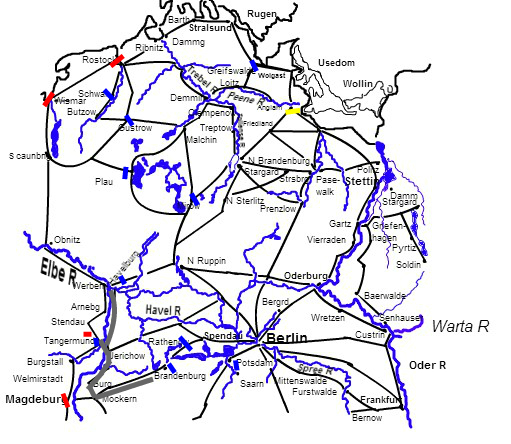
Шведская и имперская армии на Эльбе. Английский отряд выделен жёлтым цветом.

Тилли, получив новости из Паппенгейма, двинулся с армией на встречу шведам на юг. Имперская армия численностью в 27 тыс. заняла позицию в Вольмирштедте к северу от Магдебурга, послав 3 кавалерийских полка наблюдать за происходящим в Вербене. Король, вызвав дополнительные подкрепления с востока и севера, смог собрать 16 тыс. Пребывая в Арнебурге, он решил сосредоточить свою кавалерию. После отправки отряда на разведку позиции противника он двинул свои войска в ночь на 1 августа. Прежде чем добраться до Бургшталля, Густав разделил имевшиеся 4 тыс. человек на три колонны:
- Первая под командованием Рейнграфа было приказано атаковать Бургшталль;
- Вторая должна была атаковать Ангерн,
- король двинулся с третьей колонной, которая находилась между двумя другими силами и двигалась к Рейндорфу..[79]

Атака Рейнгрейва увенчалась успехом, ему удалось взять Бургшталь и захватить весь обоз. Колонна во главе с королем достигла Рейндорфа и обнаружила, что получивший известие о двух сражениях Тилли подготовил и выстроил свою армию в боевой строй. Несмотря на наличие у Густава лишь 300 человек, он лично возглавил атаку и атаку прямо на полк и разбил его. В какой-то момент король гнал свою лошадь в бой и был окружен. Его жизнь спас верный капитан..
В этот момент Тилли решил отступить и двинул свою армию на юг, обратно в Тангермюнде. Впоследствии Горн прибыл с подкреплением в 9 тыс. в Ратенов, что заставило Тилли, опасаясь быть захваченным во фланг, отвести свою армию обратно в Вольмирштедт. С 5 по 8 августа Тилли потерял 6 тыс., не считая дезертирства после поражения при Рейндорфе.
Последствия громкой победы Тилли под Магдебургом были сведены на нет. Несмотря на стратегический недостаток и моральные последствия из-за падения Магдебурга шведы усилили свое влияние на Германию и достигли одной из главных целей — обеспечения безопасности южного побережья Балтийского моря.

## Гессен-Кассель и Саксония
Во время своего похода из Италии шедшее к Тилли подкрепление вынудило местных князей подчиниться императору, а также привлечь свои войска на службу империи под угрозой крупного штрафа. Недавно потерпевший поражение Тилли, опасаясь вторжения шведских подкреплений с правого (восточного) берега Эльбы, расположился в Вольмирштедте, чтобы быть близко к Гессен-Касселю, Саксонии и Брандербургу.
Король находился в Вербене, где встретился с ландграфом Вильгельмом Гессен-Кассельским и заключил с ним мирный договор, в который также вошёл город Веймар. Король оставил лагерь в Вербене под командованием Бодиссина и Тойффеля, и ушел с 18 тыс. к Хафелю с целью подтолкнуть Тилли к вторжению в Саксонию и тем самым вынудить курфюрста Саксонии Иоганна Георга I принять окончательное решение по участию в войне. Как только шведы вытеснили имперские войска на территорию курфюршества, Густав ожидал, что вопрос естественным образом встанет сам собой. Продвигаясь на юг от Хафеля, шведы рассчитывали, что, в случае выгодного для них решения курфюрста они будут в идеальном месте для объединения с его войском.
В Тангермюнде Тилли сообщил гессенцам, что они должны подчиниться имперской власти и разоружиться. Он приказал своим солдатам действовать жестко, но столкнувшись с жестким сопротивлением шведского отряда Бернарда Саксен-Веймарского они отступили. Фердинанд приказал Тилли отправиться в Саксонию и заставить её курфюрста разоружиться и подчиниться. Опустошая по пути регион, имперцы пошли к Лейпцигу, 4 сентября после прибытия к Галле Тилли направился в Мерзебург.
8 сентября Тилли прибыл под Лейпциг и потребовал в столице курфюршества провианта для своей армии и распустить созванных новобранцев, взамен предоставив контингент в имперскую армию. Курфюрста в тот момент не было в его столице, но его подданные ответили отказы. Тилли опустошил район за пределами города и потребовал продовольствие и места для своей армии, после повторного отказа имперцы вырыли траншеи, разместили тяжелые орудия в Пфаффендорфеи укрепили ряд высот, которые имели господствующие позиции на дорогах, ведущих к городу, чтобы не допустить переброски войск. В частности, Дубен (северо-восток), откуда шведы могли напасть на осаждающую армию. Однако горожане не могли получить указаний от курфюрста из-за блокады, и 16 сентября сдали город, выплатили 400 тыс. флоринов, а небольшому гарнизону Лейпцига было разрешено покинуть город с военными почестями. После завершения оккупации города, Тилли получил известие о приближении шведской и саксонской армий с севера.
10 сентября Густав добился заключения мирного договора с Саксонией, по которому её города должны были быть открыты для шведов и закрыты для имперув. Взамен Швеция обещала изгнать имперцев из Саксонии и оставаться на стороне курфюрста. После этого северный король приказал сосредоточить имеющиеся силы в окрестностях для подготовки к крупному сражения, и подготовить линию отступления для себя и союзников при негативном развитии будущего боя. Тотт нёс ответственность за удержание линии коммуникаций, кроме того, Горн должен был отдать распоряжения о формировании ядра новой армии на Хафеле из обещанного курфюрстом Бранденбурга войск. Затем Густав переправился через реку со своей армией, 15 сентября он достиг окрестностей Дюбена, встретился с Иоганном Георгом I и проинспектировал его войско в 16 — 20 тыс. солдат. Затем был проведён смотр шведской армии, после чего на военном совете было решено дать сражение Тилли. 16-го числа союзная армия выступила из Дюбена в Валькау. 17-го числа союзная армия покинула Волькау и после полуторачасового марша, двигаясь в боевом порядке, столкнулась с авангардом имперцев на равнине перед Лейпцигом.
Сражение началось в середине дня и продолжалось более шести часов. Первые два часа длилась перестрелка из артиллерии. За этим последовала атака имперской кавалерии с обоих флангов на оба конца линии протестантов. Кавалерийская атака разгромила саксонские войска на левом фланге шведов. Затем имперская армия предприняла общую атаку, чтобы использовать незащищенный левый фланг. Шведы переместили свою вторую линию, чтобы прикрыть левый фланг, и контратаковали своей кавалерией оба имперских фланга. Атакой на имперский левый фланг руководил лично Густав-Адольф, захвативший имперскую артиллерию и охвативший имперский левый фланг. Теперь шведы имели гораздо больший вес в огневой мощи своей артиллерии, пехоты и захваченной имперской артиллерии. Имперская линия обороны была дезорганизована под сильным огнем и окружена. Имперская линия обороны рухнула, и более 80 % имперских войск были убиты или взяты в плен.

#### Битва при Брейтенфельде
Объединённые шведско-саксонские силы находились к северу от Лейпцига, сосредоточившись вокруг деревушки Подельвиц, располагаясь на юго-западе в сторону Брайтенфельда и Лейпцига. Сражение началось около полудня с 2-часовой перестрелки, в ходе которой шведы продемонстрировали огневую мощь в скорострельности (3-5 залпов в минуту против 1). Густав уменьшил свой артиллерийский парк, и у каждого полковника было по четыре высокомобильных, скорострельных трехфунтовых медных орудия. Когда артиллерийский огонь прекратился, черные кирасиры Паппенгейма без приказа бросились в атаку, пытаясь отбросить правый фланг противника. Вместо этого их атака пришлась между линией Йохана Банера и шведскими резервами. Они атаковали караколем и были отброшены назад, повторив этот манёвр ещё шесть раз без особого эффекта. Небольшие роты мушкетеров, рассредоточенные между конными эскадронами, дали залп в упор, сорвав атаку имперских кирасир и позволив шведской кавалерии контратаковать. Та же тактика сработала примерно час спустя, когда имперская кавалерия атаковала левый фланг шведов. После отражения седьмой атаки генерал Банер выступил вперед как со своей легкой (финны и западногетландцы), так и с тяжелой кавалерией (смоландцы и восточногетландцы). Кавалерию Банера учили наносить удары саблей, а не стрелять из пистолетов или карабинов, в которые трудно прицелиться, что вынудило Паппенгейма и его кавалерию в беспорядке покинуть поле боя, отступив на 15 Мейленов (24 км) к северо-западу от Галле.
Во время атаки кирасир пехота Тилли оставалась неподвижной, но затем кавалерия справа от неё атаковала саксонскую кавалерию и отбросила её к Эйленбургу. Возможно, в имперском командовании возникло замешательство при виде атаки Паппенгейма; оценивая ход сражения, военные историки задаются вопросом, предпринял ли он попытку двойного окружения или же следовал заранее разработанному плану Тилли. Как бы то ни было, воспользовавшись благоприятной возможностью, Тилли направил большую часть своей пехоты против оставшихся саксонских войск косым маршем по диагонали своего фронта.
Тилли приказал своей пехоте двинуться по диагонали вправо, сосредоточив силы на более слабом саксонском фланге. Все саксонские войска были разбиты, оставив левый фланг шведов незащищенным. Его командир Густав Горн отказался от своих позиций и перешел в контратаку прежде, чем имперские терции смогли перегруппироваться и повернуться лицом к шведам.
После того, как имперские войска вступили в бой, правый фланг и центр шведов развернулись на противоположном фланге, приведя их на одну линию с Горном. Кавалерия Банера под непосредственным командованием Густава Адольфа атаковала по всему бывшему фронту, чтобы нанести удар по правому флангу имперцев и захватить их артиллерию. Когда люди Тилли попали под огонь своих собственных захваченных батарей, шведская артиллерия под командованием Леннарта Торстенссона развернулась, и терции попали под перекрестный огонь.
Тилли и Паппенгейм были ранены, но им удалось спастись. 7,6 тыс. имперских солдат были убиты, а 6 тыс. взяты в плен. Саксонская артиллерия была отбита вместе со всеми имперскими орудиями и 120 полковыми знаменами. Как только битва была явно выиграна, король спешился, преклонил колени на поле боя и вознес благодарственную молитву за победу.
Шведская военная система окончательно утвердила своё превосходство над испанской системой терций благодаря превосходящей мобильности и гибкости. В результате этого сражения была четко установлена способность дисциплинированного пехотного подразделения противостоять атаке кавалерии. Кроме того, были продемонстрированы небольшие, более мобильные артиллерийские подразделения.

## Майн
После победы шведов участию в протестантской борьбе больше не угрожало имперское возмездие, позиция протестантов не была столь сильной уже 12 лет. После разгрома имперской армии, которая отступила к реке Везер, вся Германия была в целом открыта для шведов. На тот момент протестантам были доступны две стратегии:
- немедленно двинуться к наследственным владениям Габсбургов, которые были основой имперской власти — во внутренние районы и в саму Австрию, захватить Вену в надежде на получение выгодных условий[101] Пребывая в настоящее время на юго-западе Германии, шведы были в состоянии атаковать главного и ведущего члена Католической лиги Баварию, а также наследственные владения императора.[101] Хотя это был более консервативный план, в свете сложившихся обстоятельств он был более благоразумным.
- двинуться маршем на Майн и напасть на католические княжества-епископства, что позволило бы пополнить армию и отомстить за протестантское дело.[102]

Но самое главное, протестантское движение обрело уверенность в себе, а шведская армия была вдохновлена одержанными победами. В результате этой победы ходили слухи, что Валленштейн намеревался объединиться со шведским королем. Однако были достигнуты и некоторые другие успехи. Присоединились князья Ангальта, обещавшие выплачивать по три тысячи риксов в месяц, строить крепости и мосты в стратегически важных местах по указанию шведов за свой счет и удерживать эти места, действуя и подчиняясь указаниям шведов. Вскоре после победы переговоры по этим договорам были проведены в Галле в дополнение к конференции. На конференции присутствовали курфюрст Саксонии, Вильгельм Саксен-Веймар, а также многие другие крупные князья. Обсуждался грядущий поход на Вену — в то время как имперская армия Тилли будет пребывать на Везере, основная шведская армия во главе с Густавом Адольфом должна была пройти через Тюрингию, Франконию и Швабию, а оттуда — в Баварию через незащищённый западный фланг План вызвал бурные споры, среди противников был Ришелье.
Густав-Адольф начал свою новую кампанию в северной Баварии с нападения на город-крепость Вюрцбург на Майне. 18 октября была захвачена Крепость Мариенберг в Вюрцбурге, крепость удерживалась шведами и их союзниками до 1635 г. Зимой 1631 года Адольф также захватил Франкфурт-на-Майне и Майнц.
В соответствии с этим общим планом Банеру было приказано оставить гарнизон в Ландсбурге, передать Франкфурт и Кроссен курфюрсту Бранденбурга и принять командование саксонской армией. Его общий приказ заключался в том, чтобы захватить Магдебург, сосредоточить на западном фронте все силы империалистов и удерживать его.